# Economia de Singapur

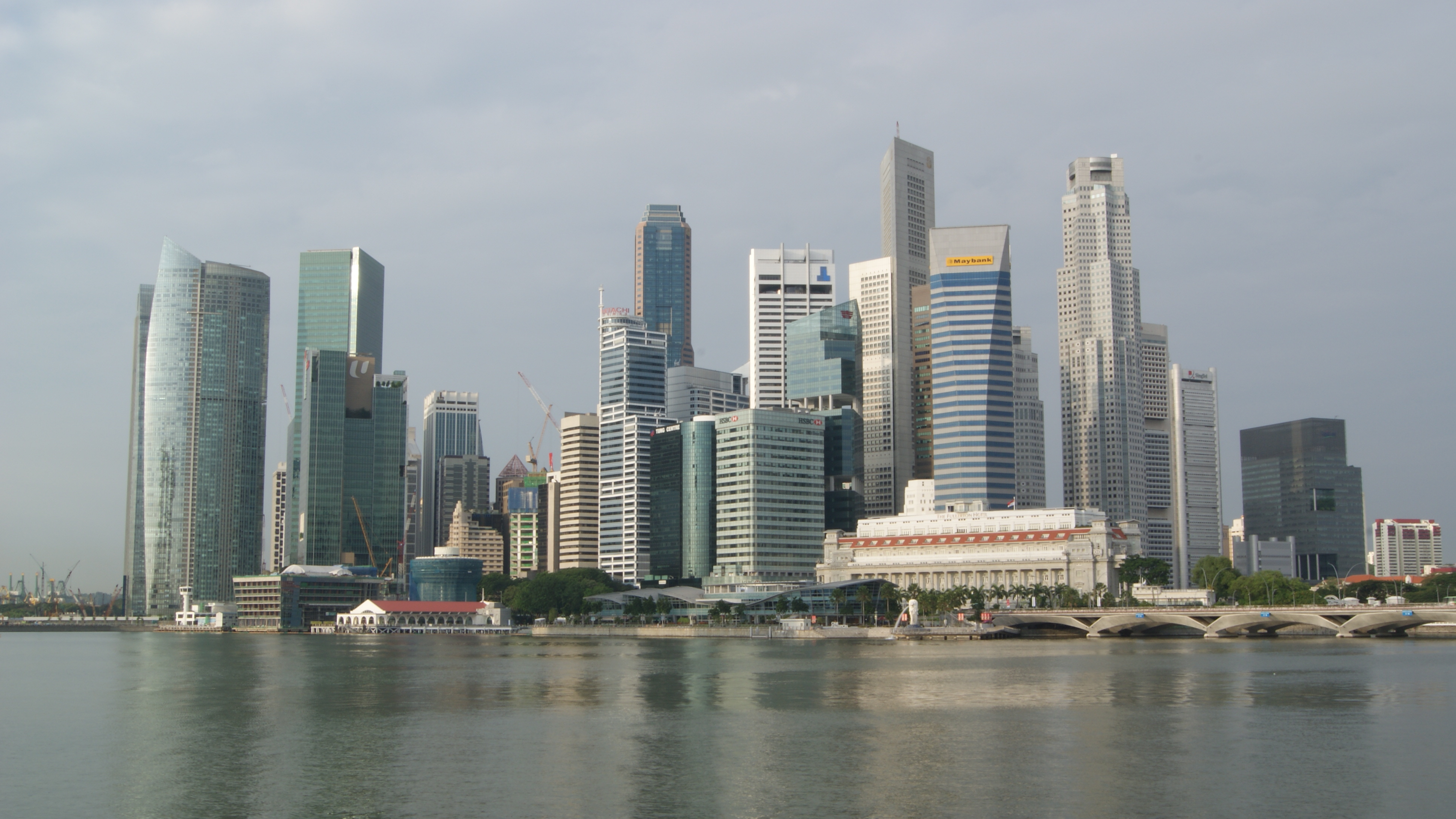
Edificis en Singapur.

Singapur posseeix una economia altament desenvolupada i exitosa. És una economia de mercat oberta i lliure de corrupció amb un PIB per capita igual al dels països més rics d'Europa. L'economia depèn principalment de les exportacions, particularment les del sector electrònic, farmacèutic, i industrial, a més d'un sector de serveis en creixement.
L'economia va créixer en mitjana 7% a l'any entre 2004 i 2007, però solament 1,2% en 2008, i va disminuir 1,0% com a resultat de la crisi financera mundial, però va tornar a créixer de seguida: 14,8% el 2010 i 4,9% el 2011, amb l'enfortiment de les exportacions.
La refineria petroliera més gran d'Àsia es troba a Singapur. Igualment, Singapur posseeix el port marítim que maneja major volum de càrrega anual, tant en tonatge com en nombre de contenidors del món.